# Larry King
Lawrence Harvey "Larry" King (Brooklyn, New York, 19. studenog 1933. – Los Angeles, 23. siječnja 2021.) bio je američki radijski i televizijski voditelj, koji je 1970-ih postao jedan od najslušanijih radio-voditelja u SAD.
Svjetsku slavu stekao je na TV-mreži CNN kao voditelj popularnog talk showa "Larry King Live", koji se emitirao od 1985. do 2010. 
Dobitnik je brojnih prestižnih novinarskih nagrada, te se smatra jednom od ikona popularne kulture u SAD. Poznat je i po burnom privatnom životu.

## Vanjske poveznice
- CNN profile
- Larry King Cardiac Foundation  Arhivirana inačica izvorne stranice od 3. srpnja 2008. (Wayback Machine) - Foundation to fund treatments cardiac patients with little or no insurance
- Clark lawsuit
- Larry King Live  Arhivirana inačica izvorne stranice od 12. siječnja 2016. (Wayback Machine) - Transcripts of all interviews since 2000
- Larry King interviewed by Gianluca D'Agostino
- Larry King Archive of American Television video interview